# Aimo Koivunen
Aimo Koivunen   (Alastaro, 17 d'octubre de 1917 - Jyväskylä, 12 d'agost de 1989) va ser un soldat Finlandès que va combatre durant la Guerra d'hivern i la Guerra de Continuació, totes dues lluitades entre Finlàndia i la Unió de Repúbliques Socialistes Soviètiques, i que va viure el primer cas documentat d'una sobredosi de metamfetamina en combat.

## Servei Militar
Koivunen s'enlistà a l'exèrcit finlandès i va ser assignat a la seva primera unitat (III/JR 13) el 9 d'octubre de 1939, poc menys de dos mesos abans del començament de la Guerra d'Hivern quan la Unió Soviètica  va envair Finlàndia sota pretextos falsos i la qual va iniciar el 30 de novembre de 1939.
Koivunen veuria combat tant en aquest conflicte com a la posterior Guerra de Continuació que començaria el 25 de juny de 1941 i lliurada una vegada més entre Finlàndia i la Unió Soviètica i durant la qual va estar assignat a la unitat 4./Er.P 4 de l'exèrcit finlandès. Koivunen es retiraria amb el grau de sergent.

## Sobredosi en combat
El 20 d'abril de 1944 Koivunen va ser assignat a una unitat militar de patrullatge amb esquís quan tenia 27 anys i enviat en la seva primera missió el 15 de març de 1944. Durant el tercer dia de la seva missió, el 18 de març de 1944, Koivunen esquiava en grup a prop de Kantalahti a Lapònia quan la seva unitat va ser atacada i envoltada per sorpresa per soldats soviètics després de la qual cosa la patrulla finesa va aconseguir extricar-se i retirar-se amb èxit sota la protecció d'una ventisca. Durant la retirada, Koivunen es va posicionar al capdavant de la columna per guiar-los pel camí correcte, però al cap de poc temps va començar a sentir cansament a causa de la ràpida marxa forçada en un terreny tan tancat i va recordar que tenia en poder seu totes les reserves de Peritin de la seva unitat (nom comercial de la Metamfetamina), droga que provenia de la Alemanya Nazi quan encara eren aliats.
La metamfetamina és un estimulant de llarga duració de la família de les amfetamines que és utilitzat per suprimir sensacions de fam, cansament físic i mental; la metamfetamina treballa elevant els nivells de noradrenalina, adrenalina i dopamina al cervell, i causa sensacions d'eufòria, agressivitat, incrementa la libido, sensacions de grandesa i increment la concentració; però, en dosis altes o amb un ús crònic també pot causar deliris, agressivitat, al·lucinacions i, fins i tot convulsions. La metamfetamina és altament addictiva, però pot ser utilitzada clínicament per tractar pacients amb somnolència excessiva, hiperactivitat, narcolèpsia, obesitat i TDAH. En contextos militars també pot ser usada clínicament per augmentar el rendiment i el potencial de soldats o pilots, va ser molt utilitzada molt comunament per aquests propòsits durant la Segona Guerra Mundial. Durant la Segona Guerra Mundial, els efectes de la metamfetamina varen ser explotats àmpliament pels exèrcits d'ambdós bàndols, sobretot pels nazis, i varen ser ells qui comercialitzaren primerament el Pervitin i qui el proporcionaven subministraments d'aquesta droga a Finlàndia quan els dos països eren aliats contra el seu enemic comú, la Unió Soviètica (tal com s'ha mencionat anteriorment).
Koivunen va tractar de treure una tauleta del pot a la seva mà, però es trobava molt confós a causa de la sobtada sortida, la nul·la il·luminació nocturna i el fort vent a més amb els gestos maldestres provocats pels seus gruixuts guants d'hivern, va fer que varies tauletes caiguessin a la seva mà i en va prendre, aparentment, les 30 pastilles de Pervitin a la vegada. Que era el subministrament de droga complet que duia la seva unitat.
Pocs minuts després, Koivunen començà a patir al·lucinacions i a perdre el coneixement, comportant-se tan irracionalment que els seus companys li van treure les bales. Entre les al·lucinacions i comportaments irracionals que va viure, Koivunen veia a un vell amic que es trobava en aquell moment a un altre lloc del país i amb el qual va sostenir breus xerrades que seguidament va desaparèixer i després va començar a 'perseguir' a la Estrella Polar sense raó ni objectiu.
Koivunen va recuperar el reconeixement l'endemà al matí, havent viatjat 100 kilòmetres després d'haver-se separat de la seva patrulla sense recordar com ni quan; no tenia ni menjar ni munició, però seguia sentint els efectes dels estimulant i va estar diversos dies al·lucinant. En un moment concret, Koivunen va trobar un campament que pensà que era finès, però estant a dins del mateix es va adonar que era un campament soviètic, però ja era massa tard, ja que s'en va adonar quan ja estava quasi rodejat per soviètics que el varen perseguir, encara que era de nit i hi havia una tempesta hivernal, gràcies a això Koivunen va poder escapar.
Després d'uns quants dies més Koivunen arribà a un campament alemany que estava abandonat, però trepitjà una mina i va patir ferides que el van deixar postrat i va estar a terra durant una setmana, però després d'això va ser vist per un avió alemany que envià una partida de soldats per terra per a rescatar-lo. Durant les dues setmanes que va estar perdut, Koivunen només havia menjat un Gaig siberià que va capturar amb el seu esquí i se'l va menjar cru i moltes pinyes. Koivunen havia esquiat més de 400 kilòmetres a temperatures d'entre -7º i -1º graus centígrads.
Koivunen va ser portat a l'hospital de campanya de Salla al qual arribà a l'1 d'abril del 1944 i a on es va determinar que havia perdut 43 kilograms de pes, que tenia un pols de 200 batecs per minut i que havia perdut un dels seus dits del peu.

## Vida Posterior
Koivunen sobrevisqué a aquest episodi de psicosi (específicament, psicosi amfetamínica) i també sobrevisqué a la guerra i al servei militar. Després començà una família i visqué a Finlàndia central la resta de la seva vida i morí pacíficament als 71 anys al 1989.